# Hydrangea anomala

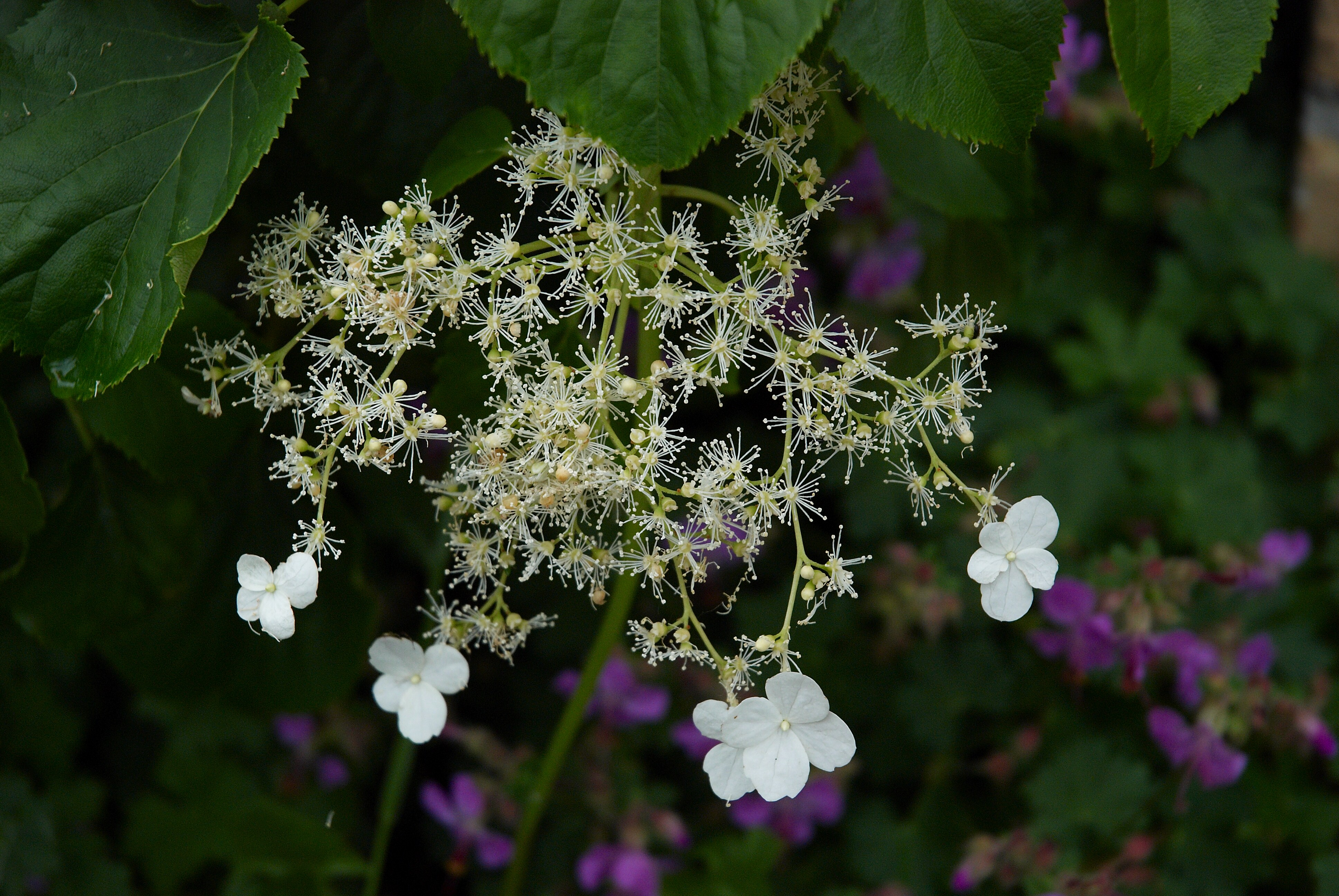
Blütenstand mit außen den vergrößerten, sterilen Blüten

Hydrangea anomala ist ein Klettergehölz aus der Familie der Hortensiengewächse. Das natürliche Verbreitungsgebiet liegt in Asien.

## Beschreibung
Hydrangea anomala ist ein laubabwerfender, 2 bis 4 Meter hoch kletternder Strauch, der auch Höhen bis 12 Meter erreichen kann. Die Zweige sind graubraun und kahl. Die Rinde ist dünn und blättert an älteren Zweigen ab.
Die gegenständigen Laubblätter haben einen 2 bis 8 Zentimeter langen, kahlen oder fein behaarten Stiel. Die Blattspreite ist einfach, 6 bis 17 Zentimeter lang und 3 bis 10 Zentimeter breit, elliptisch, eiförmig oder verkehrt-eiförmig, spitz bis zugespitzt, mit spitzer bis stumpfer oder leicht herzförmiger bis gestutzter Basis und gesägtem Rand. Die Blattoberseite ist kahl, die Unterseite ist ebenfalls kahl oder leicht flaumhaarig entlang den Nerven, mit Bärten an den Nervenachseln. Es werden sechs bis acht Nervenpaare gebildet. Trockene Blätter sind gelbbraun.
Die zwittrigen oder sterilen, duftenden Blüten sind in schirmförmigen, 12 bis 15 Zentimeter (fruchtend bis 30 Zentimeter) breiten, kahlen bis leicht behaarten Trugdolden oder Schirmrispen angeordnet. Die wenigen, sterilen Blüten sind am Rand und die mehrheitlich zwittrigen im Zentrum angeordnet.
Die lang gestielten, sterilen Blüten ohne Krone werden bis 3,5 Zentimeter breit. Sie haben vier vergrößerte 1 bis 2 Zentimeter große, weiße, breit verkehrt-eiförmige bis rundliche, meist ganzrandige, petaloide Kelchblätter. 
Die zahlreichen, kurz gestielten, kleinen, cremeweißen, fertilen und fünfzähligen Blüten mit doppelter Blütenhülle haben einen 1 bis 1,5 Millimeter langen Blütenbecher mit 0,5 bis 0,8 Millimeter langen, eiförmigen bis dreieckigen Kelchzähnen. Die früh abfallenden, kalyptraten, bis 3 Millimeter langen Kronblätter sind an der Spitze verbunden. Die 10 bis 20 vorstehenden, relativ kurzen Staubblätter sind ungleich lang, die Staubbeutel sind klein und rundlich. Der zwei-, dreikammerige Fruchtknoten ist unterständig, die zwei oder selten drei kurzen Griffel sind zurückgebogen und werden an der Frucht etwa 1,5 Millimeter lang. Es ist ein Diskus vorhanden.
Die kleinen, vielsamigen Kapselfrüchte (Scheinfrucht) sind urnenförmig, holzig und kahl. Sie haben einen Durchmesser von 2 bis 4 Millimeter und sind gestutzt mit den beständigen Griffeln. Die flachen Samen sind 0,7 bis 1 Millimeter groß, bräunlich, elliptisch bis länglich. Sie haben rundum einen kurzen Flügel.
Die Art blüht von Mai bis Juli, die Früchte reifen von September bis Oktober.

## Verbreitung und Ökologie
Das natürliche Verbreitungsgebiet reicht von der gemäßigten bis in die tropische Zone Asiens. Man findet die Art in den chinesischen Provinzen Anhui, Fujian, Gansu, Guangdong, Guangxi, Guizhou, Henan, Hubei, Hunan, Jiangxi, Shaanxi, Sichuan, Xizang, Yunnan und Zhejiang, Tibet, in Taiwan, in Bhutan, Nepal und Myanmar und in den indischen Bundesstaaten Arunachal Pradesh, Assam, Himachal Pradesh, Punjab, Sikkim, Uttar Pradesh und Westbengalen. Sie wächst in kühlfeuchten Wäldern in Tälern, entlang von Flüssen oder auf felsigen Gebirgshängen in Höhen von 500 bis 2900 Metern auf durchlässigen, frischen bis feuchten, sauren bis neutralen, mäßig nährstoffreichen Böden an lichtschattigen, kühlen bis kalten Standorten. Die Art ist frosthart.

## Systematik
Hydrangea anomala ist eine Art aus der Gattung der Hortensien (Hydrangea) in der Familie der Hortensiengewächse (Hydrangeaceae), Unterfamilie Hydrangeoideae, Tribus Hydrangeae. Sie wurde von David Don 1825 erstbeschrieben.

## Verwendung
Sie wird aufgrund ihrer dekorativen Blüten manchmal als Ziergehölz verwendet. Die Blätter werden medizinisch eingesetzt.